# Головня ІІ
Головня II - княжий герб руського походження.

## Опис
В червоному полі три срібні з'єднані один з одним в стовп срібною балкою лекавиці, де верхня встановлена як літера М, а дві нижні як літера W.Над щитом князівська корона.

## Роди
Деякі гілки роду Головнів, князів з роду Рюриковичів.